# 1968-as Formula–1 belga nagydíj
Az 1968-as Formula–1 világbajnokság negyedik futama a belga nagydíj volt.

## Futam
Spában Stewart visszatért a mezőnybe sérülése után, a Lotus újítása után számos csapat autóira felkerültek a magasan elhelyezett szárnyak. Az élről Amon indult, Stewart és Ickx előtt. Mindkét Lotus a rajtrács végéről indult: Hill a 14., Oliver a 15. lett.
A rajt után is Amon vezetett, Ickx, Surtees és Hulme előtt, de Surtees a második körben az élre állt. Hill már az első körben mechanikai probléma miatt kiesett. Amon hűtője elromlott, majd a vezető Surtees felfüggesztése hibásodott meg. Ezután Hulme vezetett, de Stewart gyorsan megelőzte. Hulme tengelyproblémája után Stewart már fél perccel vezetett McLaren előtt, de az utolsó körben a skót Matrájából kifogyott a benzin. Bruce McLaren csapata első futamgyőzelmét szerezte Rodríguez, Ickx és a negyedik helyen rangsorolt Stewart előtt.
| Helyezés | #  | Versenyző            | Csapat/Motor  | Futott körök | Idő/Kiesés oka      | Rajthely | Pontszám |
| -------- | -- | -------------------- | ------------- | ------------ | ------------------- | -------- | -------- |
| 1        | 5  | Bruce McLaren        | McLaren-Ford  | 28           | 1:40:02,1           | 6        | 9        |
| 2        | 11 | Pedro Rodríguez      | BRM           | 28           | + 12,1              | 8        | 6        |
| 3        | 23 | Jacky Ickx           | Ferrari       | 28           | + 39,6              | 3        | 4        |
| 4        | 7  | Jackie Stewart       | Matra-Ford    | 27           | Kifogyott üzemanyag | 2        | 3        |
| 5        | 2  | Jackie Oliver        | Lotus-Ford    | 26           | Erőátvitel          | 15       | 2        |
| 6        | 15 | Lucien Bianchi       | Cooper-BRM    | 26           | + 2 kör             | 12       | 1        |
| 7        | 3  | Jo Siffert           | Lotus-Ford    | 25           | Olajnyomás          | 9        |          |
| 8        | 10 | Jean-Pierre Beltoise | Matra         | 25           | + 3 kör             | 13       |          |
| Kiesett  | 14 | Piers Courage        | BRM           | 22           | Motorhiba           | 7        |          |
| Kiesett  | 6  | Denny Hulme          | McLaren-Ford  | 18           | Féltengely          | 5        |          |
| Kiesett  | 20 | John Surtees         | Honda         | 11           | Felfüggesztés       | 4        |          |
| Kiesett  | 22 | Chris Amon           | Ferrari       | 8            | Hűtő                | 1        |          |
| Kiesett  | 16 | Brian Redman         | Cooper-BRM    | 6            | Kicsúszott          | 11       |          |
| Kiesett  | 12 | Richard Attwood      | BRM           | 6            | Olajcső             | 18       |          |
| Kiesett  | 18 | Jack Brabham         | Brabham-Repco | 6            | Gázadagoló          | 10       |          |
| Kiesett  | 1  | Graham Hill          | Lotus-Ford    | 5            | Féltengely          | 14       |          |
| Kiesett  | 19 | Jochen Rindt         | Brabham-Repco | 5            | Motorhiba           | 17       |          |
| Kiesett  | 17 | Jo Bonnier           | McLaren-BRM   | 1            | Kerék               | 16       |          |

### Statisztikák
Vezető helyen:
- Chris Amon: 1 (1)
- John Surtees: 9 (2-10)
- Denny Hulme: 2 (11 / 15)
- Jackie Stewart: 15 (12-14 / 16-27)
- Bruce McLaren: 1 (28)

Bruce McLaren 4. győzelme, Chris Amon 2. pole-pozíciója, John Surtees 10. leggyorsabb köre.
- McLaren 1. győzelme.